# Мармузети
«Мармузети» (фр. marmousets), також відомі як «маленькі люди» (фр. les petites gens) — прізвище групи радників французького короля Карла VI, уперше вживалося в хроніках Жана Фруасара. Хоч вони не були принцами і не перебували на державній службі, це не завадило їм дуже тісно «товаришувати» з королем. Завдяки такому «товаришуванню» вони отримали доступ до управління державою. Для «мармузетів» була характерна ще одна якість — солідарність одна до одної. Вибрані Карлом VI в 1388 році, вони заприсяглися залишатися друзями і діяти разом.
Назва групи, по суті те саме, що і мармозетка (мавпа), що відноситься до мавп, також було презирливим позначенням англійців у той час.

## Історія

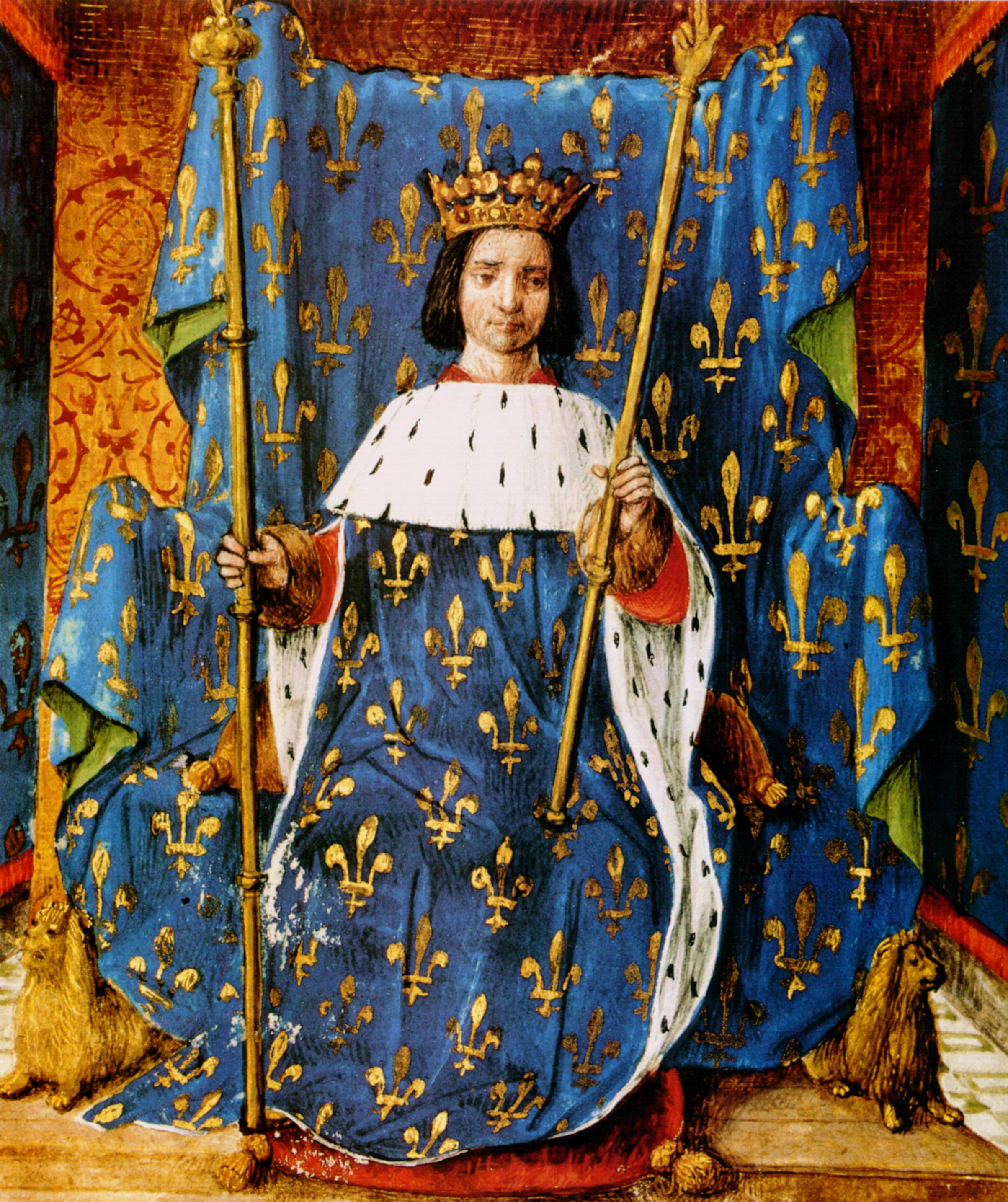
Портрет молодого Карла. Автор Жан Перреаль

Карл VI був коронований у 1380 році у 11 років. Через неповноліття короля керувати Французьким королівством було доручено регентам, якими стали його дядьки — Філіп II Бургундський, Жан I Беррійський, Людовик I Анжуйський і Людовик II де Бурбон.
3 листопада 1388 Карл VI на засіданні королівської ради заявив, що, не будучи більш дитиною, приймає владу в свої руки. Як вважається, короля переконав звільнити герцогів-регентів від їхніх обов'язків і взяти на себе управління державою епископ-герцог Ланський Пьер Эслен де Монтегю, один із перів Франції. В результаті, дядьки були видалені з ради, їх вимоги компенсувати понесені ними витрати на управління країною залишені без уваги. Хоча регенти поїхали у свої володіння, мабуть спокійно, однак, наступного дня без видимої причини помер П'єр Еслен де Монтегю. У тому, що його смерть була результатом отруєння, ніхто не сумнівався.
Фактично апатичний і слабохарактерний король передовірив владу іншої придворної партії, котрі здобули популярність як «мармузети». До них увійшли Олів'є де Клісон, Жан де В'єн, Жан ле Мерсье, Жан де Монтагю та Бюро де Ла Рів'єр, Пьер ле Бег де Виллен, до них також приєдналися Николя дю Боск, Арно де Корб'є, Жан Жювеналь дез Юрсе, Этьенн де Ла Гранж, Гільйом IV де Мелен, Жан де Фольвіль (фр. Jean de Folleville) та Тібо Хосі (фр. Thibaut Hocie). Це були, в основному, радники колишнього короля Карла V, що залишилися не при справі, мріяли повернутися до методів правління покійного короля. Усіх їх об'єднували або споріднені узи, або узи дружби чи вірності. Поклявшись залишатися вірними друзями, залежними один від одного, вісім кліриків і лордів невдовзі склали таємну пораду короля Карла, фактично очоливши французьке королівство.
Вони поділили між собою владу таким чином: коннетабль де Клісон очолив армію, адмірал де В'єн став на чолі флоту, де ла Рів'єр взяв на себе управління палацовим господарством, а Жан де Мерсьє та Жан де Монтагю взяли на себе управління фінансами. Єдиним із колишніх правителів зміг залишитися при владі герцог де Бурбон, дядько короля з материнського боку. З парламенту та органів управління прибічники дядьків були вилучені. Для припинення корупції основні державні посади мали надалі замінюватися особами, обраними королівською радою. Були реформовані фінансові органи, у тому числі створені Палата ед та Курія скарбниці та вжито заходів щодо повернення до повноцінної монети. У ході поїздки короля в Лангедок в кінці 1389 мармузети виявили ряд жахливих фінансових зловживань, що мали місце в намісництво Жана Беррійського.
Були частково скасовані введені в часи регентства податків, упорядковано карбування монет через введення секретних точок, Парижу повернули його давні привілеї, купеческим прево Парижа був призначений майбутній біограф короля Жювеналь дез Юрсе. Він доклав усіх сил, щоб відновити річковий флот, відновив спокій і поступово привів економіку до стійкішого стану. Канцлером став Арно де Корб'є, який змінив структуру парламенту, в який були на рівних підставах введені представники духовенства і світської влади, з англійцями було укладено трирічне перемир'я, і поступово колишні біди стали забувати — у всьому тому народ звинувачував жадібність і нерозбірливість принців.
Загалом, правління мармузетів не досягло декларованих цілей. Податкова система залишилася незмінною, адміністративні реформи були доведені остаточно. Оборотною стороною правління мармузетів став зростаючий вплив брата короля — Людовіка Орлеанського (1370—1407). Тепер уже цей принц, опинившись біля годівлі влади, безсоромно зловживав нею.
Становище мармузетів як таємної ради закінчилося 5 серпня 1392 через те, що Карл VI впав у безумство. Ле Мерсьє, де ла Рів'єр і де Віллен були ув'язнені, де Монтегю втік до Авіньйона, а де Кліссон був оштрафований на 100 000 франків, позбавлений титулу і висланий з Франції. Деякі з мармузетів зрештою повернулися до своїх обов'язків на другорядних постах, і, хоча вони більше не були фракцією, багато їх ідей пізніше були втілені в життя Карлом VII, який фактично став спадкоємцем їх політики.